# موشيزيب مردوخ
موشيزيب مردوخ (692-689 ق م) هو أمير كلداني اختير كملك على بابل خلفا لنيرغال اوشيزيب.
قاد موشيزيب مردوخ مرة أخرى البابليون للثورة ضد الحكم الاشوري لها في عهد سنحاريب وبدعم من الملك العيلامي هومبان نيمينا (الذي هوجم من البابليين والأشوريين قبل ذلك) في معركة هلولي، لم يكن هناك منتصر في هذه المعركة، لكن كلا الطرفين الكلداني والاشوري اتفقوا على السلام، الا انها كانت خدعة من الملك الاشوري سنحاريب من اجل تدمير بابل.
بعد الاتفاق خسر موشيزيب مردوخ دعم العيلاميين في نفس السنة التي اتفق فيها الكلدان والآشوريين وهذا ما كان يريده سنحاريب، فقام سنحاريب بمهاجمة مدينة بابل وحرقها بعد 9 اسابيع من الاتفاق فقط، فقام سنحاريب باحراق مدينة بابل وثم حطم اسوارها، ويعتقد غالباً ان موشيزيب مردوخ قتل في ذلك الهجوم وذلك في عام 689 ق م.